# Meiophisis pyramipennis
Meiophisis pyramipennis är en insektsart som beskrevs av Jin, Xingbao 1992. Meiophisis pyramipennis ingår i släktet Meiophisis och familjen vårtbitare. Inga underarter finns listade i Catalogue of Life.